# Metaphycus africanus
Metaphycus africanus är en stekelart som beskrevs av Compere 1940. Metaphycus africanus ingår i släktet Metaphycus och familjen sköldlussteklar.
Artens utbredningsområde är Egypten. Inga underarter finns listade i Catalogue of Life.